# Mistrzostwa Polski w Tenisie Stołowym 2016
Mistrzostwa Polski w Tenisie Stołowym 2016 – 84. edycja mistrzostw, która odbyła się w Wałbrzychu w dniach 18–20 marca 2015 roku. 

## Medaliści
| Konkurencja             | Złoto                                                                         | Srebro                                                                          | Brąz |
| gra pojedyncza kobiet   | Li Qian (KTS Tarnobrzeg)                                                      | Natalia Partyka (KTS Tarnobrzeg)                                                | Klaudia Kusińska (GLKS Nadarzyn) Katarzyna Grzybowska (SKTS Sochaczew) |
| gra pojedyncza mężczyzn | Tomasz Lewandowski (KU AZS Politechniki Rzeszowskiej)                         | Patryk Chojnowski (Dekorglass Działdowo)                                        | Daniel Górak (Bogoria Grodzisk Mazowiecki) Patryk Zatówka (ASTS Olimpia-Unia Grudziądz)                                                                                             |
| gra podwójna kobiet     | Natalia Partyka (KTS Tarnobrzeg) Katarzyna Grzybowska (SKTS Sochaczew)        | Joanna Kiedrowska (Chrobry Międzyzdroje) Aleksandra Falarz (Bronowianka Kraków) | Marta Smętek (Bronowianka Kraków) Paulina Knyszewska (Bronowianka Kraków) Katarzyna Ślifirczyk (KU AZS AJD Częstochowa) Roksana Załomska (KTS Tarnobrzeg)                           |
| gra podwójna mężczyzn   | Jakub Dyjas (Energa-Manekin Toruń) Daniel Górak (Bogoria Grodzisk Mazowiecki) | Daniel Bąk (Warta Kostrzyn nad Odrą) Robert Floras (Kolping Jarosław)           | Jakub Kosowski (Bogoria Grodzisk Mazowiecki) Szymon Malicki (Olimpia-Unia Grudziądz) Piotr Cyrnek (Pegaz Łańcut) Krzysztof Marcinowski (Pegaz Łańcut)                               |
| gra mieszana            | Konrad Kulpa (Energa-Manekin Toruń) Natalia Bajor (KU AZS UE Wrocław)         | Jakub Perek (Pogoń Lębork) Magdalena Sikorska (KS Polkowice)                    | Tomasz Lewandowski (KU AZS Politechniki Rzeszowskiej) Anna Zielińska (Chrobry Międzyzdroje) Bogusław Koszyk (Warta Kostrzyn nad Odrą) Katarzyna Ślifirczyk (KU AZS AJD Częstochowa) |